# Bogoljub Jevtić
Bogoljub Jevtić (srbsko Богољуб Јевтић), srbski politik, * 24. december 1886, Kragujevac, Kraljevina Srbija, † 1960, Pariz, Francija.
Pravo je študiral v Beogradu, Parizu in Berlinu. 
Sprva je bil radikal, kasneje soustanovitelj JNS. V diplomatski službi je bil od 1911 do januarja 1929, ko je bil imenovan za dvornega ministra. Od 2. julija 1932 do 24. junija 1935 je bil minister za zunanje zadeve in od 20. decembra 1934 hkrati predsednik vlade. 
Da bi utrdil svoj negotovi položaj predsednika vlade, je leta 1935 začel po zgledu totalitarnih držav tajno ustanavljati organizacije, v katere naj bi se v podporo vladi vključile široke množice, predvsem mladih. Tako je pričel tajno ustanavljati mladinsko udarno organizacijo Patriotično omladinsko fronto (POF), za študente pa je ustanovil Organizacijo nacionalnih študentov (ORNAS). Po skupščinskih volitvah 5. maja 1935, ki so pokazale, da politično razpoloženje v državi ni bilo v prid Jevtićevi vladi, je ta načrtovala konfinacijo političnih nasprotnikov v koncentracijska taborišča. Jevtićev režim je po volitvah načrtoval tudi t. i. tajne petorke, tj. skrivno organizacijo narodnih poslancev, ki naj bi z ustrahovanjem ostalih narodnih poslancev Jevtićevi vladi v narodni skupščini zagotavljala neomejeno podporo. Teh načrtov Jevtić ni uspel izpeljati, ker se ga je knez Pavle Karađorđević odločil odstraniti z oblasti in je 23. junija 1935 podelil mandat za sestavo vlade Milanu Stojanidoviću.
V Simovićevi vladi je bil minister za promet. Med drugo svetovno vojno je bil član več emigrantskih vlad. Bil je član vladne misije v ZDA in veleposlanik v Londonu. Po vojni je ostal v tujini.